# Elsword
Elsword (엘 소드?, El sodeuLR) è un videogioco 2.5D di genere MMORPG free-to-play, sviluppato dalla società sudcoreana KOG Studios e distribuito in Europa dalla società Gameforge.
Elsword ha i server in Corea del Sud, Nord America, Giappone, Cina, Europa e Taiwan.
Inizialmente in Europa i server erano divisi nelle varie nazionalità (server italiano, server francese, server tedesco, server inglese, server spagnolo e server polacco), ma dal 2018 è stato adottato un server unico (server EU).

## Ambientazione
Il gioco è ambientato in un continente immaginario chiamato Elios. Anticamente, Elios era un luogo deserto, tanto da essere chiamato “La terra delle tenebre” o “La terra dimenticata da Dio”.
Con il tempo, la terra diventò sempre più fertile e lentamente la vita arrivò sul continente. Tutto questo avvenne grazie a una gemma blu capace di brillare così forte da sconfiggere persino i nemici più potenti. La gemma fu chiamata El (o cristallo di Eldrit) dagli uomini, i quali si stupirono del suo immenso potere e la custodirono in una torre. La forza della gemma scorreva in tutte le creature di Elios, compresi i Nasod, esseri simili a robot, composti da viti e ferro.
La gemma venne custodita da una sacerdotessa, conosciuta come la Dama di El. A lei, vennero affiancati otto maestri. Uno dei maestri si innamorò della Dama, tanto da volerla tutta per sé. Per questo motivo, il maestro pianificò il furto della gemma, cercando di ottenere il controllo della donna che amava.
La Dama di El cercò di mettere in salvo la gemma, ma, sfiorandola, questa esplose magicamente, distruggendo l’area attorno alla torre. Le creature che vivevano grazie all'energia di El morirono, così come tutti i maestri.
La gemma di El si frantumò in migliaia di pezzi, i quali si sparsero per tutto il continente di Elios. Da allora, la Dama di El non fu più avvistata. Il regno venne diviso in piccole province indipendenti.

## Modalità di gioco
Elsword ha un gameplay basato su azioni combinate con elementi di gioco di ruolo e presenta le caratteristiche tipiche di un gioco MMORPG. Il giocatore ha la possibilità di eseguire delle specifiche combo a seconda del personaggio con cui gioca, insieme alle sue abilità speciali: queste caratteristiche lo avvicinano a un gioco picchiaduro tipico.

### Modalità PVP
Nella modalità PVP il giocatore ha la possibilità di scontrarsi con altri giocatori. Ha diverse opzioni di combattimento: 1vs1, 2vs2 e 3vs3. Solamente nel server coreano la modalità PVP 2vs2 è stata rimossa.
Con le vittorie, il giocatore ha la possibilità di guadagnare dei punti speciali, chiamati Punti Arena (o AP), con i quali può acquistare oggetti particolari.

### Modalità PVE
Nella modalità PVE il giocatore può affrontare i vari dungeon, completare le quest e personalizzare il proprio equipaggiamento.

#### Dungeon
La modalità dungeon è il cuore di Elsword, in quanto ogni dungeon ha la sua parte nella storia. Esso può essere affrontato da solo o in un gruppo di massimo 4 giocatori, con la possibilità di scegliere la difficoltà del dungeon solo di Elianod. Inoltre, affrontando e completando un dungeon, il giocatore potrà ricevere punti esperienza e ricompense, come soldi (chiamati ED) e oggetti utili e speciali.
Oltre ai dungeon normali della storia, ci sono dei dungeon speciali, i quali possono offrire ulteriori ricompense e titoli. Alcuni di questi dungeon sono:
- Lo Spazio-Tempo di Henir

Nello Spazio-Tempo di Henir il giocatore può affrontare tutti i mostri boss incontrati nei dungeon precedenti. Questo dungeon presenta due modalità: normale e sfida. Nella modalità normale, il giocatore ha la possibilità di utilizzare pozioni e pietre rianimanti, nella modalità sfida no. Tuttavia, la modalità sfida consente di entrare in una classifica a tempo, permettendo al giocatore di ottenere titoli a seconda della posizione in classifica che occupa.
In tutte e due le modalità, è possibile ricevere materiali utili al personaggio.
- Dungeon Segreti

I Dungeon Segreti sono dei dungeon particolari  (che appaiono in una scheda denominata "secret" ); possono essere sbloccati dopo aver raggiunto il livello 70 (prima di quel livello non possono essere visti. Qua il giocatore ha la possibilità di ricevere punti esperienza e oggetti utili al personaggio.
Mentre si affronta il dungeon, c'è la possibilità che appaia una modalità extra, la modalità Luto. Entrando in questa modalità, il giocatore riceve maggiori ricompense e punti esperienza.
- Raid

Nell'ultima regione introdotta nel gioco, Varnimyr, è possibile affrontare i dungeon raid. I raid sono dungeon più complicati e più lunghi, i quali richiedono un livello adeguato e requisiti minimi specifici. Possono essere affrontati in gruppo di 8 persone.
I raid introdotti nel gioco sono 3 e ogni raid presenta tre fasi differenti. Ogni fase completata assegna al giocatore una ricompensa e un'ulteriore ricompensa settimanale. La ricompensa maggiore dei raid è l'arma chiamata "Flames of Judgement - Demonic Weapon", tradotta in italiano "[Fiamme del giudizio] arma di Maain".

#### Campi
Oltre ai dungeon, su Elsword sono presenti delle aree particolari posizionate alcune città e altre, ossia i "campi". Questi luoghi offrono al giocatore l'opportunità di combattere contro alcuni mostri, raccogliere oggetti e guadagnare EXP, senza avere un requisito specifico per l'accesso. Inoltre, anche i campi hanno un boss che appare dopo un numero preciso di mostri uccisi. Sconfiggendo il boss, il giocatore ha la possibilità di ricevere dei bauli speciali chiamati "baule del boss".

## Personaggi
I giocatori hanno la possibilità di scegliere il personaggio e la sua classe. Ogni classe ha le proprie caratteristiche e modalità di combattimento. In tutto sono usciti 12 personaggi, ognuno dei quali presenta 3 diverse classi (eccetto il personaggio Rose).

### Elsword (Spadaccino)
- Storia: Fin da piccolo, Elsword si è allenato con sua sorella maggiore, la quale è comandante dell’Alleanza dei cavalieri rossi. Con il tempo, la sorella dovette abbandonarlo per alcuni compiti importanti, mentre Elsword divenne membro della squadra di ricerca reale, incaricata di cercare l’Eldrit. Il suo obiettivo è quello di dimostrare il proprio valore diventando il capitano della squadra di ricerca.[13][14]
- Abilità: La sua arma è la spada, mentre la sua abilità è l'utilizzo di due differenti "vie della spada".

### Aisha (Maga)
- Storia: Fin da piccola, ad Aisha venne insegnata l’arte della magia; in seguito ottenne il titolo di Maga. Un giorno, dopo aver trovato un manufatto antico, Aisha perse i poteri. Per questo motivo, decise di girare per il mondo, cercando di imparare e migliorarsi, sperando di recuperare tutti i suoi poteri magici.[13][14]
- Abilità: La sua arma è il bastone e la sua abilità è l'arte della magia.

### Rena (Arciera)
- Storia: Il compito di Rena è quello di raggiungere l’albero della luce, detto Albero di El, per salvare gli elfi, i quali rischiano di scomparire, se la forza che dipende dall’Eldrit dovesse esaurirsi completamente.[13][14]
- Abilità: Le sue abilità sono l’arco e il combattimento corpo a corpo.

### Raven (Mercenario)
- Storia: Metà uomo, metà nasod, Raven era un giovane combattente molto abile, il quale divenne il capo della Lega dei mercenari. Venne tradito dal suo migliore amico, il quale, carico di invidia, sparse delle voci negative sul suo conto, tanto da farlo rinchiudere in prigione. Raven venne poi liberato dalla sua fidanzata con l’aiuto dei Mercenari Crow, ma la ragazza morì durante la fuga, mentre Raven venne ferito gravemente. Così, il mercenario venne condotto dal Re Nasod, il quale sostituì il suo braccio con componenti di origine Nasod e lo salvò.[13][14]
- Abilità: Le sue abilità sono le sciabole e il suo braccio Nasod.

### Eve (Nasod)
- Storia: Eve viene chiamata la “piccola principessa Nasod”. Quando i Nasod persero la loro forza per la scomparsa di El, lei riuscì a sopravvivere, vivendo da sola a lungo, cercando di recuperare e costruire i suoi simili, ma invano. Si unì in seguito alla ricerca comune dell’Eldrit, pensando fosse il modo giusto e più efficace per aiutare i suoi fratelli Nasod.[13][14]
- Abilità: Il suo sistema è il Nucleo Nasod e per combattere usa i suoi droni, Moby e Levy, detti anche gravitoni o moduli.

### Chung (Guardiano)
- Storia: Erede della famiglia Saker, la quale è stata dinastia protettrice della città di Hamel. Quando la città venne attaccata dai demoni, il padre di Chung riuscì a fermare l’attacco, ma subì una grave conseguenza: il suo spirito venne impossessato dall’oscurità e passò dalla parte del nemico. Chung tentò di fermare il padre, ma rimase ferito e fu salvato dalla squadra di ricerca. Quindi, Chung lasciò Hamel ai Mercenari Rossi e decise di proteggere le persone che incontrerà durante i suoi viaggi.[13][14]
- Abilità: La sua abilità è il bazooka.

### Ara (Piccola Guerriera)
- Storia: Membro della famiglia Haan, della quale fanno parte custodi e alti funzionari del regno. La ragazza fu addestrata alle arti marziali fin da quando era bambina. Quando in passato il suo villaggio fu invaso da demoni guidati dal fratello Aren, il quale prese il nome di Ran, Conte degli abissi, Ara riuscì a sopravvivere grazie a Eun, una dea-volpe. Eun e Ara unirono così le forze, per poi partire in un’avventura con lo scopo di recuperare il fratello dal mondo dei demoni.[13][14]
- Abilità: La sua abilità è la lancia.

### Elesis (Cavaliere)
- Storia: Sorella maggiore di Elsword, Elesis viene addestrata nell’arte della spada e divenne cavaliere del regno di Belder, combattendo per l’onore e la patria. Decide di unirsi al gruppo del fratello per proteggerlo e ricacciare indietro i demoni.[13][14]
- Abilità: Le sue abilità sono l’uso della claymore, insieme alla capacità di evocare il potere del fuoco e controllarlo.

### Add (Tracciatore)
- Storia: Figlio di famosi ingegneri e scienziati, Add è un costruttore geniale. Durante una guerra, egli perse la famiglia e la sua patria natia. Sopravvissuto, cadde da un burrone e si ritrovò in una biblioteca, senza possibilità di uscire. Iniziò quindi a studiare, interessandosi ai Nasod antichi e la loro tecnologia. Una volta fuggito, dopo aver conosciuto Eve, si unì a Elsword e i suoi compagni, nella speranza di poter scoprire i segreti del codice della principessa Nasod e ampliare il suo sapere.[13][14]
- Abilità: Le sue abilità sono le dinamo Nasod e gli impulsi elettrici.

### Lu/Ciel (Demone)
- Storia: Lu era una potente sovrana del Mondo dei Demoni. Quando i suoi sudditi si ribellarono contro di lei, le privarono dei suoi poteri. Ella riuscì a fuggire, ma perse il suo aspetto impressionante e dovette accontentarsi di quello di una bambina. Ciel, orfano, è un esperto della vita di strada e un temuto assassino. I due si ritrovarono così a combattere insieme a Ciel, che assunse il ruolo di guardia del corpo di Lu, nella speranza di riconquistare il trono della sovrana.[13][14]
- Abilità: Mentre l’abilità di Lu è un guanto demoniaco, quella di Ciel è la doppia lama a pistola. Il giocatore ha la possibilità di combinare le abilità di entrambi.

### Rose (Pistolera)
- Storia: Rose è una delle migliori guerriere del Regno dei Cieli, componente della truppa d’élite. Ha il compito di proteggere la principessa imperatrice. Il suo vero nome è Anna, ma per la sua forza in battaglia e per la sua bellezza venne rinominata Rose.[13][14]
- Abilità: La sua forza sta nella sua maestria con tutti i tipi di armi da fuoco: moschetto, pistola, revolver, bazooka, mitragliatrice, bombe a mano, mecha da combattimento, etc. A differenza degli altri personaggi che presentano tre classi differenti, Rose ne ha quattro.

### Ain (Angelo)
- Storia: Quando la gemma andò in frantumi, Ain si ritrovò perso in uno squarcio tra lo spazio e il tempo, tentando con tutte le sue forze di mantenere la sua forma in quella meta-dimensione. L’impresa era pressoché disperata, in quanto in quel luogo la magia aveva perso quasi completamente il suo effetto. Quando si stava per arrendere, riuscì a percepire una piccola traccia della forza di El e ad avvicinarsi ad essa, diventando così sempre più forte. Quindi, riuscì a proseguire con il suo compito: far prosperare la forza di El. Nonostante ciò, mentre era intrappolato in quella meta-dimensione, venne posseduto da una forza oscura.[13][14]
- Abilità: La sua abilità è il pendolo.

## Media derivati
Il 12 maggio 2016 è avvenuto il lancio ufficiale della Open Beta della versione di Elsword per mobile, chiamato Elsword: Evolution, autorizzato dalla casa di videogiochi coreana KOG studios. Elsword: Evolution, come la sua controparte PC, eredita lo stile di gioco di ruolo a scorrimento orizzontale, ma con ambientazioni e personaggi in tre dimensioni.
In occasione dell'uscita della campagna pubblicitaria dedicata a Elsword, il 30 ottobre 2015 Gameforge pubblicò sul suo canale ufficiale di YouTube la sigla del gioco, intitolata Playing with Fire. Il 15 ottobre dello stesso venne annunciato un concorso video-musicale a livello internazionale, diviso in due categorie: la cover musicale e il video musicale.

### Serie animata
Nel 2017 è uscita una serie animata di Elsword, intitolata Elsword: El lady (originale 엘소드 엘의 여인?, Elsodeu: Er-ui yeo-inLR), dello studio DR Movie, in collaborazione con Nexon. La serie animata presenta 12 episodi ed è stata pubblicata online sul canale YouTube ufficiale di Nexon e sul sito ufficiale inglese di Elsword. La serie si è conclusa nel 2018.

#### Episodi
| Nº | Titolo coreano, Traslitterazione; Titolo inglese - Traduzione letterale                        | Pubblicazione    |
| -- | ---------------------------------------------------------------------------------------------- | ---------------- |
| 1  | 모험의 시작!?, Moheom-ui sijak!LR; The Adventure Begins! - L'avventura comincia!               | 3 novembre 2017  |
| 2  | 수상한 동행?, Susanghan donghaengLR; Suspicious Company - Compagni sospetti                    | 3 novembre 2017  |
| 3  | 물의 신전?, Mur-ui sinjeonLR; Water Temple - Tempio acquatico                                  | 3 novembre 2017  |
| 4  | 라녹스의 신녀?, Ranokseu-ui sinnyeoLR; The Priestess of Lanox - La sarcedotessa di Lanox       | 10 novembre 2017 |
| 5  | 마족의 목적?, Majog-ui mojeokLR; Scar's Objective - L'obiettivo di Scar                        | 17 novembre 2017 |
| 6  | 소중한 사람을 위해?, Sojunghan saram-eul wihaeLR; For Those we Cherish - Per coloro che amiamo | 24 novembre 2017 |
| 7  | 감춰둔 진실?, Gamchwodun jinsilLR; Hidden Truth - Verità nascosta                              | 1º dicembre 2017 |
| 8  | 동료의 의미?, Dongnyo-ui uimiLR; Meaning of Friendship - Significato di amicizia               | 8 dicembre 2017  |
| 9  | 흔들리는 마음?, Heundeullineun ma-eumLR; Trouble Mind - Guai mentali                           | 15 dicembre 2017 |
| 10 | 혼자가 아니야?, Honjaga ani-yaLR; You Are Not Alone - Non sei solo                             | 22 dicembre 2017 |
| 11 | 최후의 반격?, Choehu-ui ban-gyeokLR; Final Retaliation - Ritorsioni finali                     | 29 dicembre 2017 |
| 12 | 새로운 출발?, Saero-un chulbalLR; A New Beginning - Un nuovo inizio                            | 5 gennaio 2018   |

#### Colonna sonora
La sigla d'apertura è intitolata Runner's High ed è interpretata da Jeong Hyeon-mo, mentre la sigla di chiusura si intitola Hope Beyond ed è interpretata da Eunto.

## Recensioni
Everyeye consiglia il gioco solo a chi si vuole avvicinare al genere MMORPG per la prima volta, poiché non è un titolo che offre tantissime novità a chi ha già esperienza su questo genere di gioco. Risulta un gioco piacevole all'inizio, ma a lungo andare può risultare ripetitivo. Il voto è 5.5.
Anche Eurogamer esprime il suo parere sul gioco, definendolo piacevole e divertente, ma non un gran titolo come il famoso MMORPG World of Warcraft.
Area MMO, portale italiano dedicato ai giochi MMORPG, lo definisce come un gioco per chi non ha troppe pretese e per chi ha bisogno di un piccolo passatempo non troppo impegnativo.
Al contrario, SpazioGames non è soddisfatto dal titolo, definendolo troppo semplice e mediocre, affermando che non vale la pena di spender tempo e denaro.